# Мидас возвращает Силена Вакху
«Мидас возвращает Силена Вакху» — картина французского художника Себастьяна Бурдона из собрания Государственного Эрмитажа.
В правом нижнем углу картины красной краской нанесены цифры 1765 (соответствуют номеру картины по описи 1859 года); с обратной стороны на подрамнике голубой краской написаны шифры «G.12797» (соответствует описи Большого Гатчинского дворца 1926—1938 годов) и «ИАХ 8 ЗЕО» (шифр Академии художеств).
Ранняя история картины неизвестна. Предполагается что она была написана в 1637 году, когда Бурдон работал в Риме. Известна гравюра с утраченной картины Бурдона «Вакх и Церера», которая была очень близка к эрмитажному холсту; эту гравюру исполнил Джузеппе Розаспина, который жил и работал в Болонье и никогда не выезжал за пределы Италии. По мнению Н. К. Серебряной, это также может являться косвенным аргументом в пользу принятой датировки эрмитажной картины.
Картина была приобретена во Франции в 1811 или самом начале 1812 года при посредничестве Д. Виван-Денона, который в письме в Эрмитаж сразу назвал в качестве автора Бурдона и охарактеризовал её живописные качества как превосходные. В 1814 году картина была занесена в рукописный каталог Эрмитажа, начатый в 1797 году, под названием «Бахус принимает жертву Баканалов». С 1854 года картина находилась в Большом Гатчинском дворце, но была внесена в эрмитажную опись 1859 года под названием «Сатир и вакханки, прислуживающие Вакху». В 1926 году картина была возвращена в Эрмитаж, но вскоре передана в Академию художеств. В 1930 году вновь возвращена в Эрмитаж. Выставляется в Зимнем дворце в зале 278.
Как видно из старых описей, первоначально сюжет картины был определён ошибочно. Это не может быть жертвоприношением Вакху, поскольку на картине отсутствуют традиционные атрибуты жертвоприношений, за исключением каменной курильницы слева, у подножия которой лежит нимфа источника (наяда). Вакх восседает на облаке, окутывающим золотую колесницу, рядом с ним его неизменная спутница — чёрная пантера и две вакханки. За облаком находятся Пан со свирелью и сатир. Основное внимание сосредоточено на фигуре Силена и коленопреклонённой фигуре в короне и золотом плаще. Н. К. Серебрянная идентифицирует его как царя Мидаса и, соответственно, возводит сюжет к эпизоду, описанному в «Метаморфозах» Овидия: старый учитель и спутник Вакха Силен был схвачен фракийцами и доставлен к царю Мидасу, который принял его как дорогого гостя и они десять дней и ночей веселились. По окончании празднеств Мидас пришёл к Вакху и вернул ему Силена:

…Силен: дрожащий от лет и похмелья, 

Схвачен селянами был из фракийцев и стащен в цветочных 

Путах к Мидасу-царю, кому с кекропийцем Эвмолпом 

Таинства оргий своих Орфей завещал песнопевец. 

Царь лишь увидел его, сотоварища, спутника таинств, 

Гостю желанному рад, торжественный праздник устроил, 

Десять дней и ночей веселились они беспрестанно. 

Вот уж одиннадцать раз Светоносец высокое войско 

Звезд побеждал; тогда в лидийские долы, довольный, 

Царь пришёл и вернул молодому питомцу Силена. 

(пер. с лат. С. В. Шервинского.)

В пользу версии с Мидасом говорит и золотой плащ — намёк на последующую опрометчивую просьбу Мидаса о том, чтобы всё к чему он прикасался превращалось бы в золото. Изображение нимфы источника аналогично даёт возможность провести параллель с дальнейшим развитием событий — Мидас смог избавиться от своего дара-проклятия лишь искупавшись в роднике.
Поскольку картина оставляет впечатление некоторой незаконченности, то высказывалось предположение что она является эскизом более крупного неизвестного полотна Бурдона. В пользу этой гипотезы говорит то, что в творчестве Бурдона существует другая картина, сюжетно и стилистически довольно близкая к эрмитажной, — «Вакх и Церера с нимфами и сатирами (Вакханалия у термы Пана)» (51 × 77,5 см, Будапештский музей изобразительных искусств) имеет авторское повторение в увеличенном размере (83,8 × 111,7 см, художественная галерея Уокера, Ливерпуль). Также отмечается близость названным картинам «Падения Фаэтона» (частная коллекция).